# Wilster (Fluss)
Die Wilster (niederdeutsch: Welster/Wilster) ist ein linksseitiger (westlicher) Nebenfluss der Medem im nördlichen Niedersachsen. 
Der etwa neun Kilometer lange Fluss gehört zum Flusssystem der Elbe und ist von geringer Tiefe. Er hat seine Quelle in Westerende, durchfließt in östlicher Richtung den Ort und mündet – nachdem er zahlreiche Wetterungen aufgenommen hat – bei Kathusen in die Medem. Diese mündet ihrerseits nach weiteren 17 Kilometern gemeinsam mit dem Elbe-Weser-Schifffahrtsweg bei Otterndorf in der Niederelbe.